# Аза Шатне
Аза Шатне (фр. Azat-Châtenet) насеље је и општина у централној Француској у региону Лимузен, у департману Крез која припада префектури Гере.
По подацима из 2011. године у општини је живело 126 становника, а густина насељености је износила 13,25 становника/km². Општина се простире на површини од 9,51 km². Налази се на средњој надморској висини од 500 метара (максималној 565 m, а минималној 436 m).

## Демографија
| 1962. | 1968. | 1975. | 1982. | 1990. | 1999. | 2011. |
| ----- | ----- | ----- | ----- | ----- | ----- | ----- |
| 203   | 210   | 188   | 168   | 133   | 133   | 126   |

График промене броја становника у току последњих година